# Schwäbisch-Österreich
Schwäbisch-Österreich war der größtenteils oberschwäbische Teil von Vorderösterreich. Von 1490 an umfasste es die Besitzungen des Hauses Habsburg im Herzogtum Schwaben bis zum Frieden von Pressburg 1805. Schwäbisch-Österreich war rechtlich und territorial ein Teil des Schwäbischen Bundes, Schwäbischen Reichskreises und teilweise des Österreichischen Reichskreises, innerhalb des Heiligen Römischen Reiches. In der rund 500-jährigen Geschichte von Vorderösterreich und seinem Teilgebiet Schwäbisch-Österreich gelang es den Habsburgern nur teilweise, das Gebiet zu einem Kronland zu proklamieren.

## Geschichte und Lage

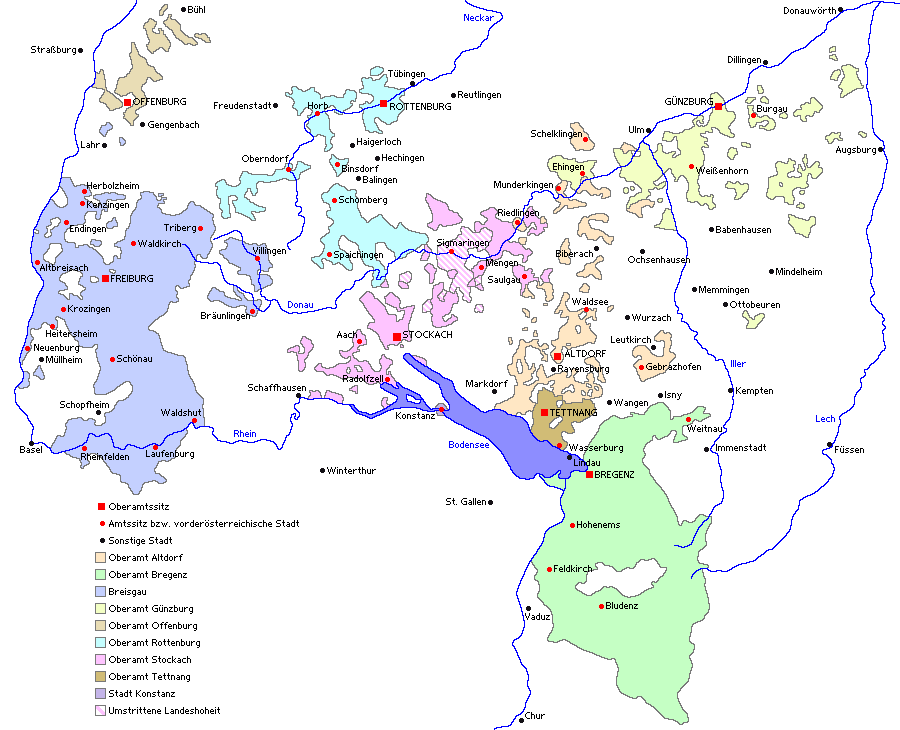
Vorderösterreich um 1780

Als Vorderösterreich oder kurz Vorlande wurden die Habsburgischen Besitzungen westlich des Lechs in den heutigen Gebieten Bayerisch-Schwaben, Oberschwaben, Südbaden, Ostschweiz, Oberelsass, Vorarlberg und im Territoire de Belfort bezeichnet. In diesen Vorlanden befindet sich die Stammburg der Habsburger, die Habsburg.
Der schwäbisch-österreichische Teil der Vorlande war die Markgrafschaft Burgau, die Landgrafschaft Nellenburg, Teile des späteren Fürstentums Fürstenberg, die Reichslandvogtei Schwaben, die Grafschaft Hohenberg, Tettnang, Ehingen und weitere fünf Donaustädte Mengen, Munderkingen, Riedlingen, Saulgau und Waldsee. Dazu kamen teilweise die geistlichen Territorien der oberschwäbischen Prälatenbank der Benediktiner, Prämonstratenser und Zisterzienser, die sich dem Kaiser in Wien hinsichtlich des Schutzrechtes unterstellt hatten.
Die Schweizer Stammbesitzungen der Habsburger gingen sehr früh verloren. Die Niederlagen der habsburgischen Herzöge bei den Schlachten am Morgarten (Leopold I., 1315), bei Sempach (Leopold III., 1386) und bei Näfels (Albrecht III., 1388) waren dafür entscheidend. Im Jahre 1415 verloren sie infolge der Ächtung Herzog Friedrichs IV. den Aargau, 1458 Rapperswil, 1460 den Thurgau, 1467 Winterthur. Mit dem Erwerb von Tirol und schließlich ganz Vorarlberg konnten die Habsburger die Territorialverbindung Österreichs mit Vorderösterreich herstellen und den Machtverlust kompensieren.

### Vertrag von Neuberg 1379
Der eigentliche Begründer Vorderösterreichs war Leopold III. von Habsburg-Österreich, der in der Schlacht bei Sempach fiel. Im Vertrag von Neuberg vom 25. September 1379 wurde das Gebiet festgelegt. Albrecht III. erhielt Österreich unter und ob der Enns (ohne Wiener Neustadt und die Grafschaft Pitten, aber mit Steyr und dem Salzkammergut); Leopold III. die Steiermark (mit dem Gebiet von Wiener Neustadt), Kärnten, Krain, die Windische Mark, Istrien, Tirol und die Vorlande. Mit dem Neuburger Teilungsvertrag wurden zwei habsburgische Linien (Albertinische Linie, Leopoldinische Linie) begründet. Die verlorene Schlacht bei Sempach hatte aber verheerende Auswirkungen auf die Politik der Habsburger in ihren Stammlanden. Daher erfolgte die Vereinigung aller Besitzungen erst wieder 1493 durch Maximilian I.
Im Jahre 1490 wurde die vorländische Regierung mit Sitz in Ensisheim im Elsass der von Maximilian I. geschaffenen Zentralverwaltung für Tirol und die Vorlande mit Sitz in Innsbruck unterstellt. Im Jahre 1651 wurde Freiburg im Breisgau Regierungssitz von Vorderösterreich. Schwäbisch-Österreich blieb aber weiterhin der Zentralverwaltung in Innsbruck unterstellt. Es gelang den Habsburgern während der ganzen Zeit nicht, das Gebiet in ein geschlossenes Kronland, wie zum Beispiel die Gefürstete Grafschaft Tirol, zu verwandeln.
In den vier großen Verwaltungseinheiten Schwäbisch-Österreichs – der Markgrafschaft Burgau, Landvogtei Schwaben, Landgrafschaft Nellenburg und der Grafschaft Hohenberg – kam es an den weltlichen Gerichtsorten, die unmittelbar und ungeteilt von Habsburg verwaltet wurden, zwischen 1493 und 1711 zu 528 Hexenprozessen, davon rund 90 % gegen Frauen. Wobei 80 % der Verfahren an der Grafschaft Hohenberg stattfanden.

### Frieden von Pressburg 1805
Nach der zunächst für das Kaiserreich Russland und Österreich vernichtenden Niederlage in der Schlacht bei Austerlitz 1805, auch Dreikaiserschlacht genannt, wurde im selben Jahr der Friedensvertrag von Pressburg geschlossen. Dort und endgültig 1815 kamen alle Gebiete von Vorderösterreich an das Großherzogtum Baden, das Königreich Württemberg und das Königreich Bayern.
Mit der Aufteilung Schwäbisch-Österreichs und dem territorialen Rückzug Habsburgs in seine ihm verbleibenden österreichischen Kernlande konnten die kurbayerischen Wittelsbacher Landgewinne jenseits der Lechgrenze verbuchen und wurden zu Königen von Bayern erhoben. Die Württemberger, ursprünglich nur um die heutige Landeshauptstadt Stuttgart präsent, erweiterten ihr Gebiet bis zum Bodensee und wurden ebenfalls zu Königen erhoben.

### Verwaltungsgliederung 1790
- Oberamt Hohenberg (ehem. Grafschaft Hohenberg) – Gebiete am oberen Neckar um den Verwaltungssitz Rottenburg am Neckar (Horb am Neckar, Oberndorf am Neckar) und am Westrand der Schwäbischen Alb (Schömberg, Spaichingen)
- Oberamt Nellenburg (ehem. Landgrafschaft Nellenburg) – Gebiete vom Nordwesten des Bodensees (Stockach, der Verwaltungssitz, Radolfzell) über das Hegau (Aach) bis zur Donau (Mengen), Herrschaft Gutenstein, Saulgau, Gebiete in der Umgebung von Riedlingen im heutigen Landkreis Biberach, wobei Stockach und der Hegau zu Baden gehören.
- Oberamt Altdorf (ehem. Landvogtei Schwaben) – Verwaltungssitz Weingarten, Gebiete vom östlichen Nordufer des Bodensees über das Schussental (Waldsee) bis zur Ostalb (Schelklingen, die Stadt Riedlingen), außerdem im Westallgäu das Umland der Reichsstadt Leutkirch im Allgäu (Gebrazhofen) im heutigen Landkreis Ravensburg
- Oberamt Tettnang (ehem. Reichsgrafschaft Tettnang) – ein geschlossenes Gebiet am mittleren Nordufer des Bodensees um Tettnang und Wasserburg am Bodensee, das einen Teil des vormaligen Herrschaftsgebietes der Grafen von Montfort umfasste.
- Oberamt Günzburg (ehem. Markgrafschaft Burgau) – neben dem Verwaltungssitz Günzburg weitere Gebiete im heutigen bayrischen Regierungsbezirk Schwaben (Krumbach (Schwaben), Weißenhorn, Burgau, Ziemetshausen) im heutigen Landkreis Günzburg und im heute baden-württembergischen Alb-Donau-Kreis (Ehingen)

## Literatur

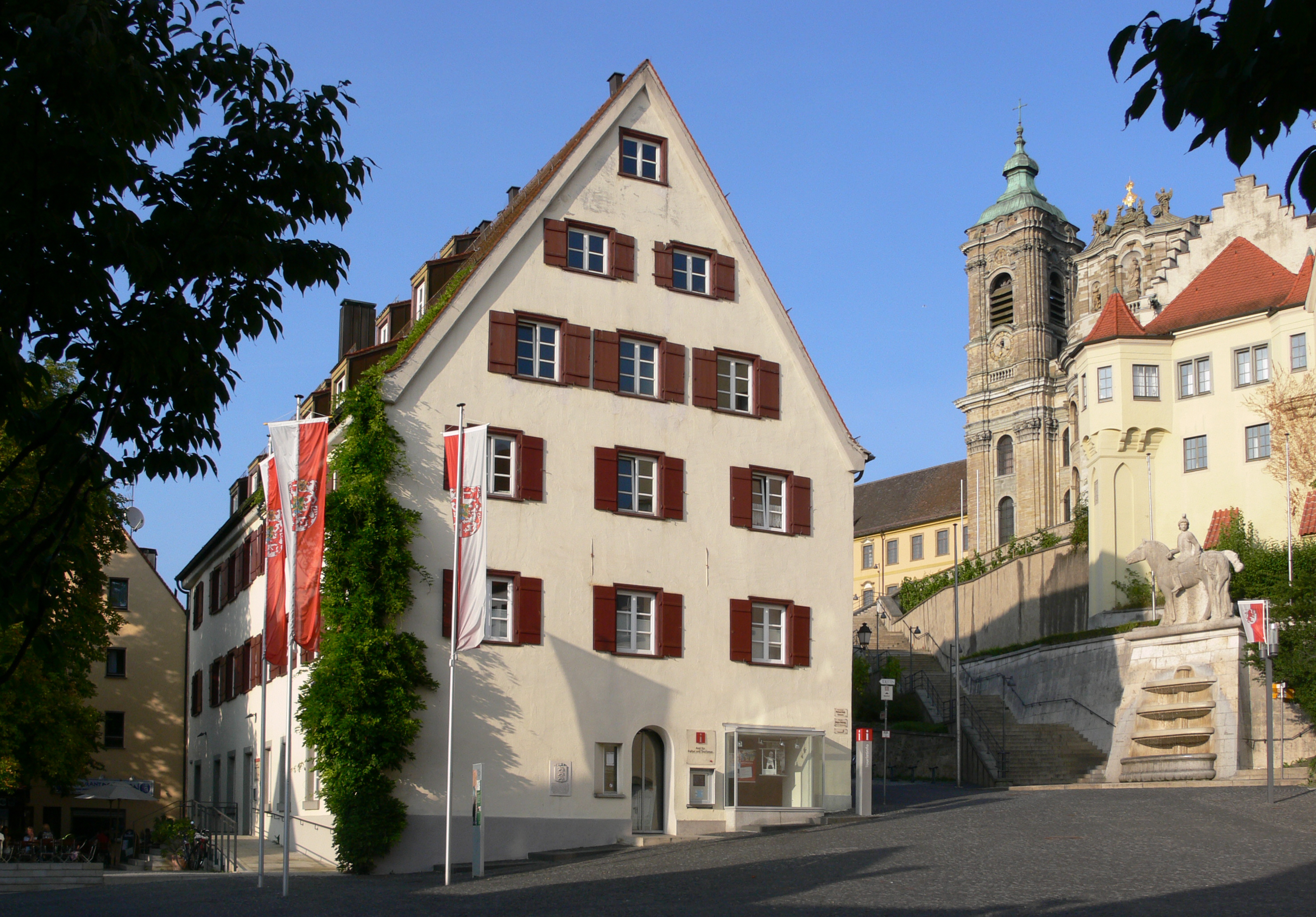
Amtsgebäude der Landvogtei Schwaben in Weingarten unterhalb der Basilika St. Martin